# Expédition de Zaid ibn Haritha (Al-Is)
Pour les articles homonymes, voir Expédition de Zaid ibn Haritha.
L'expédition de Zaid ibn Haritha à al-Is se déroula en septembre, 627AD, le 5e mois de 6AH du calendrier Islamique,,.